# Proxima Centauri d
Proxima Centauri d est une exoplanète en orbite autour de l'étoile la plus proche du Soleil, la naine rouge Proxima Centauri.

## Découverte
Découverte grâce à la méthode des vitesses radiales, Proxima Centauri d est la troisième exoplanète découverte autour de Proxima Centauri. L'astronome João Faria et ses collaborateurs ont détecté Proxima Centauri d en mesurant les minuscules variations du spectre lumineux de l'étoile lorsque la gravité de la planète l'attire pendant son orbite. L'équipe a utilisé un instrument de pointe appelé ESPRESSO (Echelle Spectrograph for Rocky Exoplanets and Stable Spectroscopic Observations) au Très Grand Télescope, un système de quatre télescopes de 8,2 mètres de l'Observatoire européen austral à Cerro Paranal, au Chili. Les résultats ont été publiés le 10 février 2022 dans Astronomy & Astrophysics.

## Caractéristiques
Proxima Centauri d orbite en près de 5 jours et 3 heures (terrestres) autour de son étoile à environ 4,3 millions de km. À cette distance, elle se situe dans la zone chaude de son étoile, mais pas loin de la zone habitable. Sa température moyenne estimée est de 87 °C (360 K). Certains endroits en régions polaires pourraient avoir des températures modérées. 

Sa masse équivaut à un quart de la masse de la Terre. Soit juste plus du double de la masse de Mars.